# Ōse Jintarō

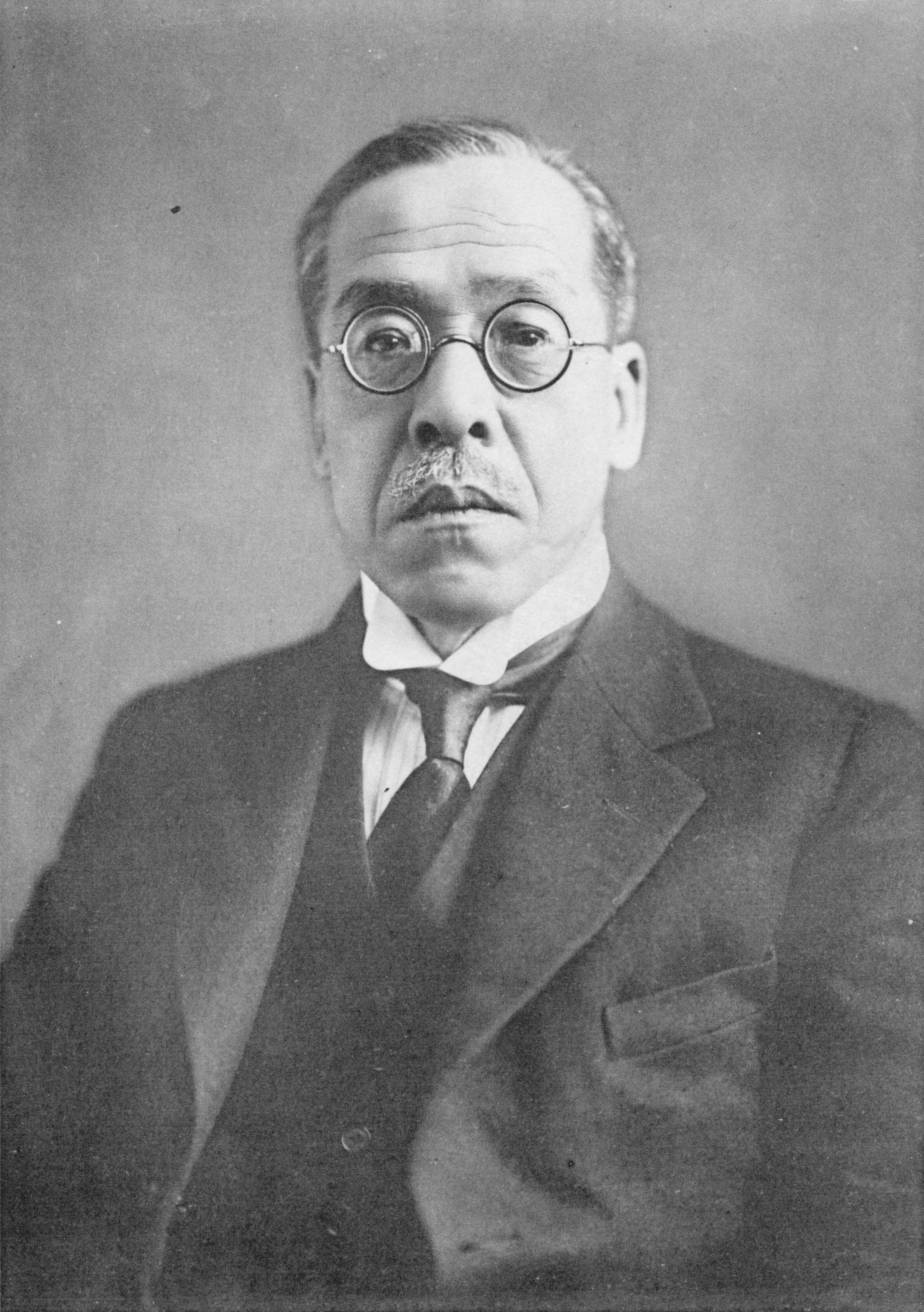
Ōse Jintarō

Ōse Jintarō (japanisch 大瀬 甚太郎; geboren 9. Februar 1866 in Kanazawa (Provinz Kaga); gestorben 29. Mai 1944) war ein japanischer Pädagoge.

## Leben und Wirken
Ōse Jintarō besuchte die kaiserlichen Universität Tokio, wo er unter anderem Vorlesungen in Pädagogik bei Emil Hausknecht hörte. 1889 machte er seinen Abschluss im Fach Philosophie. Nachdem er als Lehrer an der „Fifth Higher Junior High School“ (第五高等中学校.Daigo kōtō gakkō) und als Lehrer an der „Höheren pädagogischen Schule Tokyo“ (東京高等師範学校, Tōkyō kōtō shihan gakkō) gearbeitet hatte, wurde er Professor und Präsident der „Tokyo Bunrika University“ (東京文理科大学), heute Universität Tsukuba. 1934 ging er in den Ruhestand.
Ōse begann nach Aufenthalten in Deutschland und in Frankreich zunächst mit Forschungen zur Psychologie und abendländischen Geschichte, wandte sich dann aber der Pädagogik zu und präsentierte eine umfassende Theorie auf der Grundlage der von Herbart verkündeten Ideen zur Pädagogik. Darüber hinaus vollbrachte er Pionierleistungen in der bildungsgeschichtlichen Forschung zu Europa und zu den USA. Er ist bekannt für seine solide akademische Forschung, mit er die Meinungen europäischer und amerikanischer Erziehungswissenschaftler neben Herbart auch Schleiermacher, Natorp, Dewey und Kerschensteiner in geeigneter Weise darzustellen.
Zu Ōses wichtigsten Veröffentlichungen zählen „Kyōikugaku“ (教育学) – „Pädagogik“ (1891), „Jitsuyō Kyōikugaku“  (実用教育学) – „Praktische Pädagogik“ (1905) und  „Ōshūū Kyōiku-shi“ (欧洲教育史) – „Geschichte er europäischen Pädagogik“ (1925).